# Външна политика на Австро-Унгария
Външната политика на Австро-Унгария е изцяло насочена и обладана от желание за експанзия с териториално разширение на Балканите, поради липса на алтернатива. Формирането около бившите маркграфство Австрия, херцогство Австрия и ерцхерцогство Австрия от Свещената Римска империя - на нова, този път Австрийска империя /от европейския концерт на Виенския конгрес/ е предизвикателство за следнаполеонова Европа. В крайна сметка, домакинството на Метерних на геополитическия форум, си казва тежката дума - и със създаването на т.нар. свещен съюз.

## Предистория
Загубата от Австрийската империя на австро-пруската война лишава австрийските Хабсбурги от претенции към „германското наследство“ в Централна Европа, а малонемското решение утвърждава водещата роля на Прусия в създаването на Германска империя, като Втори райх. Същевременно, австро-пруския дуализъм спомага Венето с Венеция да бъдат присъединени към кралство Италия, което лишава австрийските Хабсбурги и от италийските им владения, за сметка на Пиемонт. Притисната от изток от Руската империя, за Дунавската монархия единствения възможен път за разширение е към Босна и Херцеговина с Новопазарския санджак, т.е. със сръбски земи, и под предлог, че неконтролирането на Босна и Херцеговина би застрашило австрийската власт над Далмация. Фердинанд Макс счита че: 
| „ | Без Босна няма Далмация, без Далмация няма моряци, без моряци няма флот, а без флот няма велика сила. | “ |

## Етническа и конфесионална подложка
Населяващите дуалистичната дунавска империя 12 основни народа и използването собствено на 16 езика, правят самото членуване на Австро-Унгария в клуба на великите сили повече от проблематично. Австро-Унгария, за разлика от Русия, не се опира на водещ народ, и за разлика от Османската империя - и на една религия. По този начин, самото съществуване на империята във външнополитически аспект се свежда до владението на Босна и Херцеговина, смазването на „сръбския Пиемонт“ около Белград, и овладяването на адриатическото морско пространство, включително чрез моделирането на една нова албанска нация. Тази имперска политика води до перфектното de jure излизане на Италия от тройния съюз, с включването ѝ на страната на Антантата, посредством лондонския договор. По този начин възниква и печално известния спор за Далмация. От друга максималистична страна, австро-унгарските империалистически претенции достигат до Солун, и въобще до овладяването на целия Илирик, т.е. на цялата територия на бившата римска префектура Илирик, в т.ч. и западните български земи, което противопоставя Дунавската монархия на интересите на балканските страни като цяло (респективно на османците) с техния Балкански съюз. По този начин, Австро-Унгария се превръща в най-слабия, ненадежден, а и уязвим съюзник сред великите сили.  Това обстоятелство е ноторно известно на управляващата империята Хабсбургска династия, поради и което същата се мъчи да го компенсира с неизменния принцип на консерватизма в политиката си. Този основопологащ принцип се свежда до:
1. Страх от създаването на голяма и силна балканска славянска държава, като проводник на руската политика в региона, и в частност в Далмация, Илирик и Адриатика като цяло;
2. Страх от влиянието на една бъдеща /като проекция/ голяма и силна балканска славянска държава върху центробежните тенденции и сили сред южните славяни в Австро-Унгария, и в частност сред словенците и най-вече сред хърватите;
3. Преклудирането от страна на една голяма и силна балканска славянска държава на „ефективното“ австро-унгарското „слизане“ и към Солун, което ще доведе след себе си и до задушаването империята от всички страни, а това е своеобразна имперска нежиспособност и съответно имперски крах и край (което и става факт с края на ПСВ). [3]

## Имперска концепция
Със създаването си, дуалистичната монархия се обляга на единствения възможен позитив – примирението във Виена с ръководната роля на Прусия в общогерманските дела, което осигурява стабилен гръб за експанзия в единствено възможната, а и допустима посока – Балканите. Това е зародиша на бъдещия конфликт с Русия, сложил началото на ПСВ, посредством сараевския атентат. Това обстоятелство е и в основата на разпадането на съюза на тримата императори, от което най-вече страда Германия.
След общия упадък на духа в Австро-Унгария в началото на 20 век, и в навечерието на ПСВ, част от управляващите австро-унгарски кръгове се хващат за триелизма, като за спасителен имперски пояс. Престолонаследникът Франц Фердинанд е най-изявения привърженик на тази идея, но третия държавотворен имперски народ той вижда не в лицето на чехите /които не са католици/, а в хърватите. Последното било мотивирано от спомена, че хърватите останали верни на австрийския император по време на унгарската революция от 1948/49 г. 

## Периоди
От аусглайха до избухването на ПСВ, се открояват седем периода във външната политика на Австро-Унгария :
1. от дуалистичното австро-унгарско споразумение (1867) – до края на френско-пруската война (1871);
2. от образуването на Втория райх – до Берлинския конгрес (1878);
3. от Берлинския конгрес – до Българската криза (1885 – 1888);
4. от Българската криза – до началото на Източната криза (1894 – 1898);
5. от началото на Близкоизточната криза – до назначаването на граф Алоис Ерентал за министър на външните работи на Австро-Унгария (1906);
6. „новият курс“ на Ерентал – до Балканските войни (1912 – 1913);
7. от назначаването на граф Леополд Берхтолд за министър на външните работи на Австро-Унгария – до избухването на ПСВ.